# Steve Ballmer

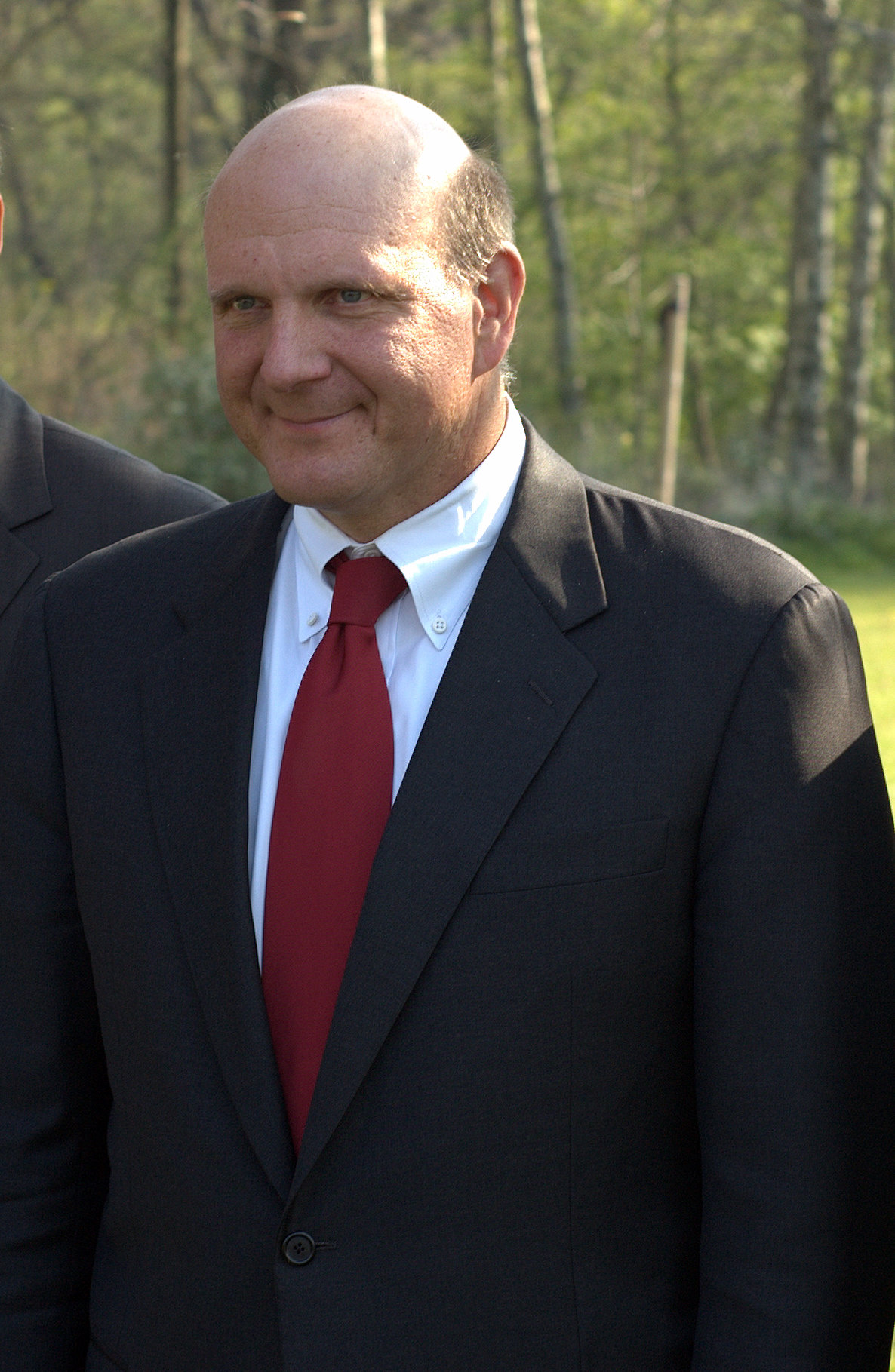
Steve Ballmer

Steven Anthony Ballmer (Detroit, Michigan, 24 maart 1956) is een Amerikaans zakenman. Hij was van 2000 tot 2014 de directeur (CEO) van Microsoft. Op 4 februari 2014 trad hij terug als CEO en op 19 augustus 2014 verliet hij de Raad van Bestuur. Volgens een door Forbes samengestelde Lijst van rijkste mensen ter wereld is Ballmer anno 2024 de op 8 na rijkste persoon ter wereld met een geschat vermogen van ongeveer 119,6 miljard dollar.

## Biografie
Steve Ballmer werd in 1956 geboren in Detroit, als zoon van een Zwitserse vader en Amerikaanse moeder, en groeide op in Farmington Hills (Michigan, Verenigde Staten). Zijn vader werkte bij Ford. Ballmers grootouders van moederskant kwamen uit Pinsk, Wit-Rusland. Hij slaagde in 1973 op de Detroit Country Day School voor zijn middelbare school, waar hij nu ook een positie in het bestuur bekleedt. In 1977 studeerde hij af (Bachelor) op Harvard in wiskunde en economie. Tijdens zijn periode op Harvard hield Ballmer zich ook bezig met het football team en een tweetal nieuwsbladen, en woonde hij vlak bij zijn latere baas Bill Gates.
Voor hij aan de slag zou gaan bij Microsoft, werkte hij eerst twee jaar bij Procter & Gamble en studeerde hij enige tijd aan de Graduate School of Business van de Stanford Universiteit, zonder examen te doen.

## Microsoft
Al vroeg in het bestaan van Microsoft, op 11 juni 1980, vijf jaar na de oprichting, werd Ballmer als 30e werknemer en eerste manager aangenomen. Hij kreeg naast het salaris van 50.000 dollar ook een aandeel in het bedrijf. Toen het bedrijf in 1981 officieel werd opgericht, bezat hij een aandeel van 8%. Ballmer heeft aan het hoofd gestaan van diverse afdelingen binnen het bedrijf en was zo onder meer verantwoordelijk voor Operating Systems Development, Operation en Sales and Support. In 2000 werd hij officieel benoemd tot Chief Executive Officer, als opvolger van Bill Gates, in welke functie hij verantwoordelijk was voor de bedrijfsfinanciën. Bill Gates zou tot 27 juni 2008 (zijn laatste werkdag) nog wel verantwoordelijk blijven voor de technologische visie van het bedrijf. Na het verkopen van een deel van zijn aandelen in 2003, behield hij een aandeel van 4% in Microsoft.
Hij kwam in 1999 voor in de film Pirates of Silicon Valley waarin hij als verteller verbeeld werd, gespeeld door de acteur John DiMaggio.